# Hespe
Hespe is een gemeente in de Duitse deelstaat Nedersaksen. De gemeente maakt het meest noordelijke deel uit van de Samtgemeinde Nienstädt in de Landkreis Schaumburg. De gemeente telde 2.051 inwoners op 31 december 2023.

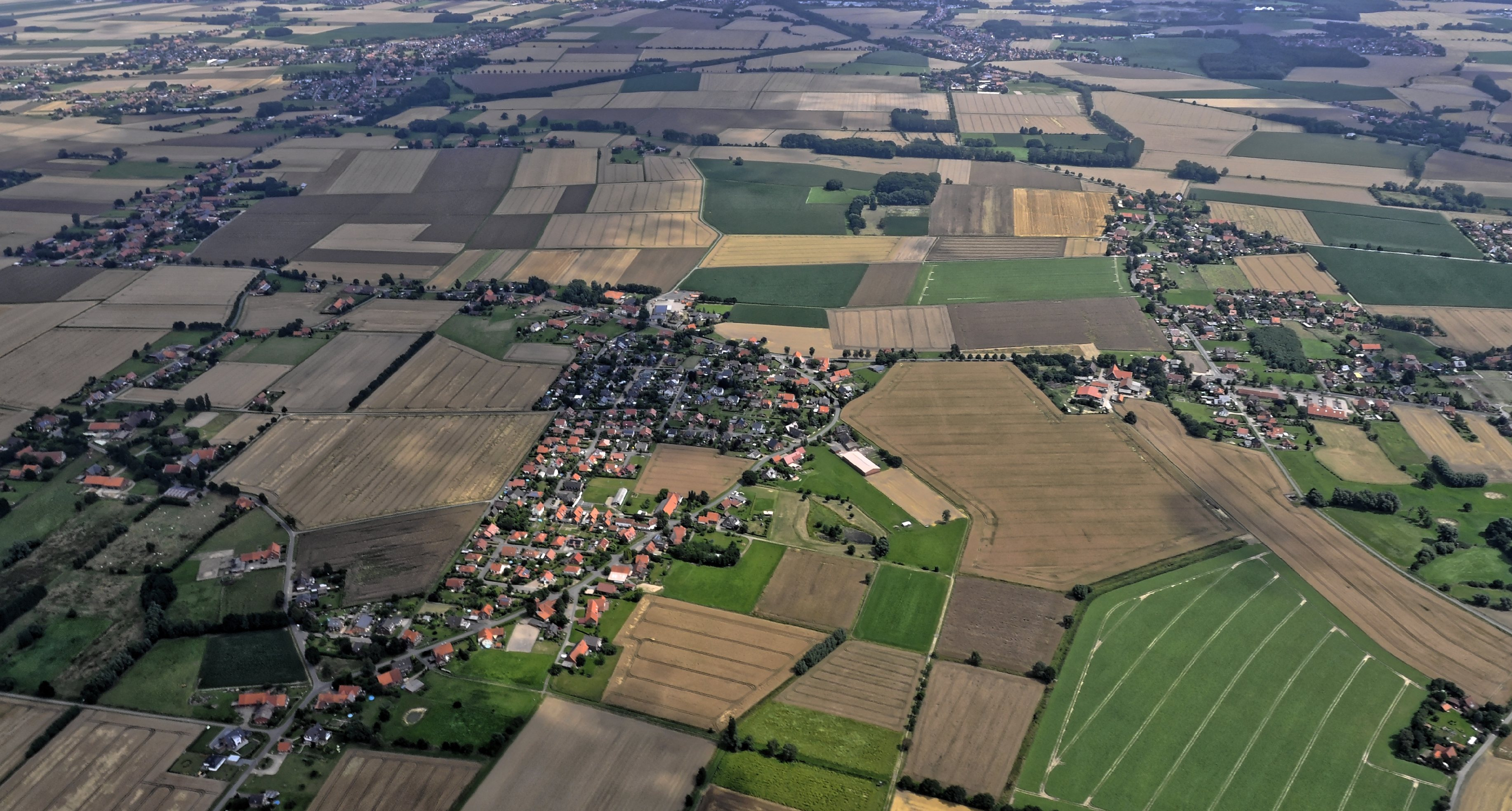
Luchtfoto (2015) van Hespe en rechts Levesen. Het oosten is bovenaan de foto.

De gemeente bestaat uit de vier forensen- en boerendorpen Hespe, Hiddensen, Levesen en Stemmen. Hiddensen ligt ten noorden van Hespe. Levesen en Stemmen liggen ten zuiden van Hespe.
Aan de westgrens van de gemeente Hespe met Bückeburg loopt het Mittellandkanaal. Binnen de gemeente liggen aan dit kanaal geen binnenhavens of aanlegplaatsen voor vrachtschepen.
Hiddensen en Levesen zijn de oudste dorpen in de gemeente; ze worden voor het eerst in 1223 (Hiddenhusen), respectievelijk 1260 (Lezeshusen) in documenten vermeld. Hespe ontstond vanuit Hiddensen in de 16e eeuw. Op 1 maart 1974 fuseerden deze dorpen tot de gemeente Hespe, die zich kort daarna bij de Samtgemeinde Nienstädt aansloot. Historische gebeurtenissen van meer dan plaatselijke betekenis zijn verder niet overgeleverd.
- Gemeinsame Normdatei: 4822911-8
- Virtual International Authority File: 239222631

Ahnsen · 
Apelern · 
Auetal · 
Auhagen · 
Bad Eilsen · 
Bad Nenndorf · 
Beckedorf · 
Buchholz · 
Bückeburg · 
Hagenburg · 
Haste · 
Heeßen · 
Helpsen · 
Hespe · 
Heuerßen · 
Hohnhorst · 
Hülsede · 
Lauenau · 
Lauenhagen · 
Lindhorst · 
Lüdersfeld · 
Luhden · 
Meerbeck · 
Messenkamp · 
Niedernwöhren · 
Nienstädt · 
Nordsehl · 
Obernkirchen · 
Pohle · 
Pollhagen · 
Rinteln · 
Rodenberg · 
Sachsenhagen · 
Seggebruch · 
Stadthagen · 
Suthfeld · 
Wiedensahl · 
Wölpinghausen